# Johann Pregesbauer
Johann Pregesbauer (9 giugno 1955) è un ex calciatore austriaco, di ruolo difensore.

## Carriera
Pregesbauer ha giocato per tutta la sua carriera nel Rapid Vienna, e con questa squadra ha vinto due campionati e quattro Coppe d'Austria.
Ha partecipato con la Nazionale austriaca ai Mondiali del 1982.

## Palmarès
- Coppa d'Austria: 4

Rapid Vienna: 1975-1976, 1982-1983, 1983-1984, 1984-1985
- Campionato austriaco: 2

Rapid Vienna: 1981-1982, 1982-1983